# Dancing Darkies
 (juillet 2025).
Pour plus de détails, voir Fiche technique et Distribution.
Dancing Darkies est un film américain muet et en noir et blanc sorti en 1896 et réalisé par  William K.L. Dickson.